# Cordele
Cordele – miasto w Stanach Zjednoczonych, w stanie Georgia, siedziba administracyjna hrabstwa Crisp.